# Березнівська міська територіальна громада
Березнівська міська громада — територіальна громада в Україні, в Рівненському районі Рівненської області. Адміністративний центр — місто Березне.
Площа громади — 1196,8 км², населення — 51 321 мешканців (2020).
19 липня 2020 року, в результаті адміністративно-територіальної реформи та ліквідації Березнівського району, громада увійшла до складу Рівненського району.

## Населені пункти
У складі громади 1 місто (Березне) і 36 сіл:
- Антонівка
- Балашівка
- Бистричі
- Білка
- Богуші
- Ведмедівка
- Велика Купля
- Велике Поле
- Вільхівка
- Вітковичі
- Голубне
- Городище
- Грушівка
- Грушівська Гута
- Друхів
- Замостище
- Зірне
- Кам'янка
- Князівка
- Колодязне
- Кургани
- Лінчин
- Михалин
- Моквин
- Новий Моквин
- Озірці
- Орлівка
- Підгало
- Поліське
- Прислуч
- Сівки
- Тишиця
- Хотин
- Яблунне
- Ялинівка
- Яцьковичі